# Протирка

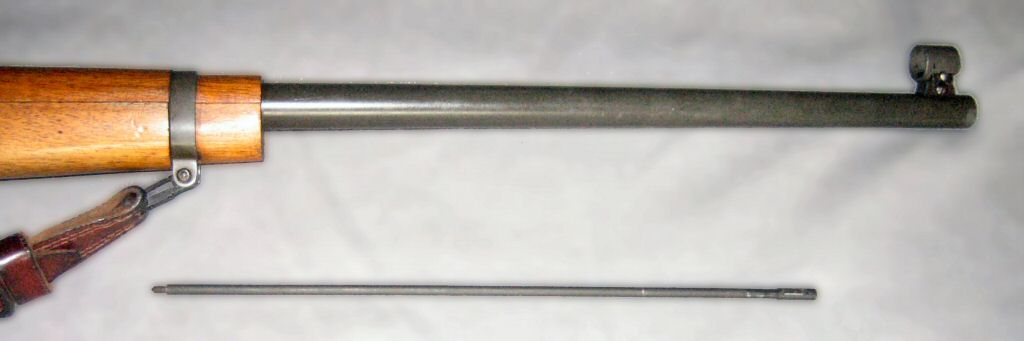
Протирка карабіна Kongsberg M59

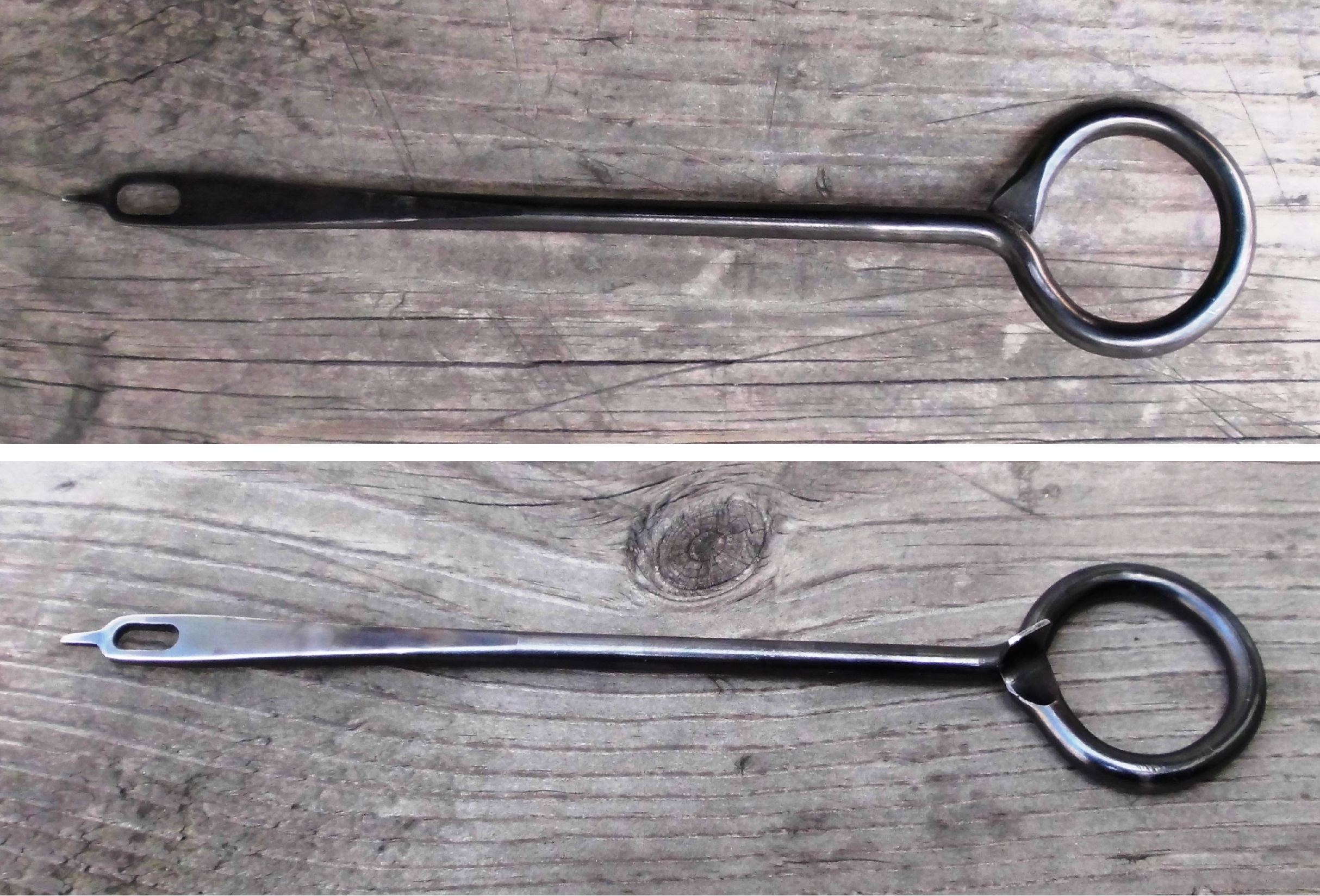
Протирка пістолета Макарова

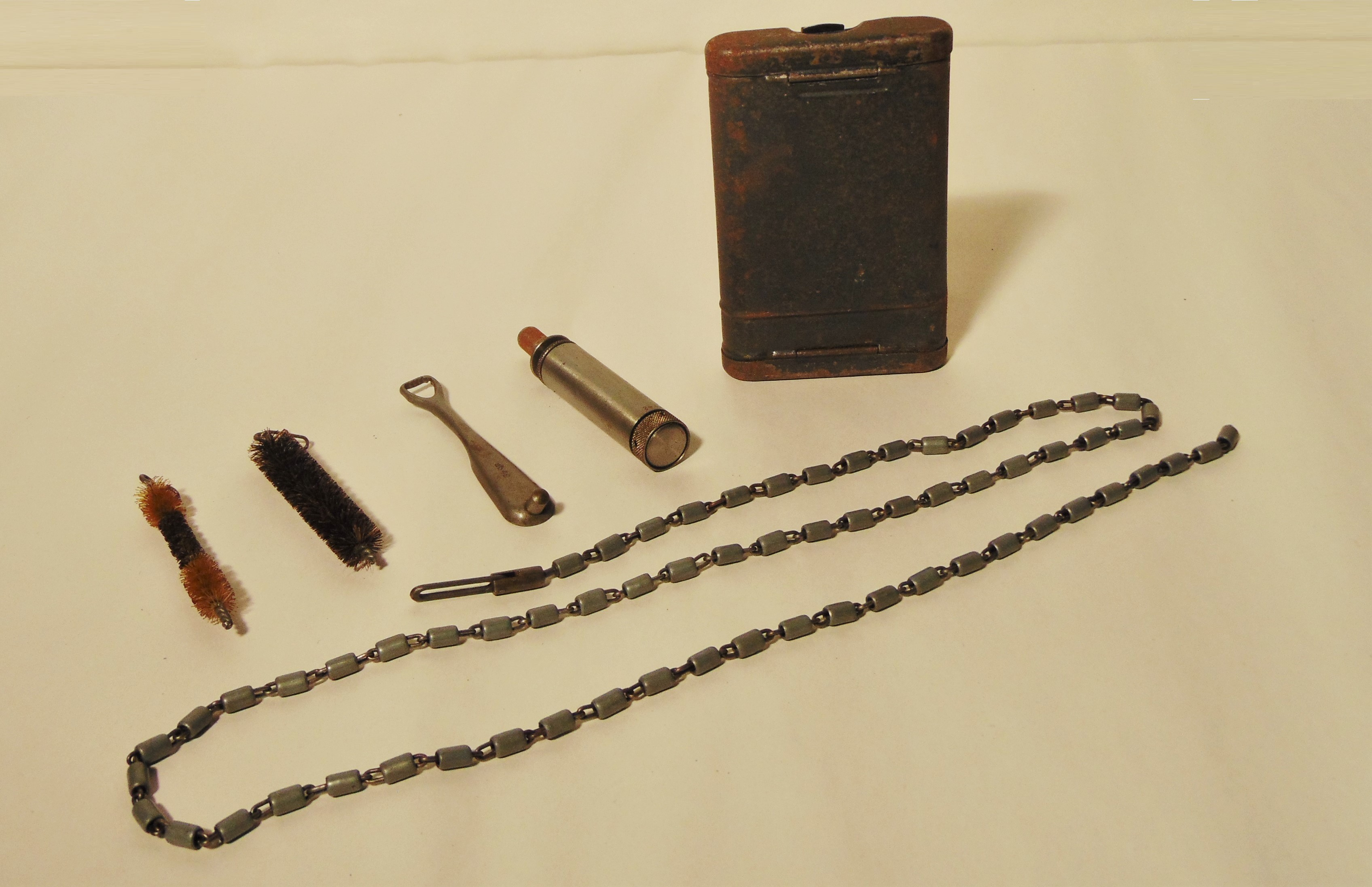
Протирка-ланцюг, йоржики, пенал

Про́тирка — пристосування для протирання каналу ствола вогнепальної зброї. У дульнозарядній артилерії для чищення каналу ствола використовувалися банники, якими видаляли нагар і залишки картуза. З переходом на казеннозарядну зброю і бездимний порох банення каналу після кожного пострілу було скасоване, а чищення стало проводитися епізодично, в рамках догляду зброї.
Для чищення каналу ствола стрілецької зброї застосовуються шомполи (у дульнозарядних рушниць шомпол використовувався і для забивання заряду в ствол). У XX столітті, поряд з традиційними шомполами стали використовуватися гнучкі, у вигляді ланцюга. Протирка сучасної довгоствольної стрілецької зброї являє собою короткий металевий стрижень, споряджений прорізом для дрантя (клоччя) і наріззю для нагвинчування на шомпол. Протирки пістолетів мають вигляд стрижня зі загнутим кільце кінцем.